# Sinclair PC 200
Sinclair PC 200 (PC 200) је био професионални рачунар фирме Синклер (Sinclair) који је почео да се производи у Уједињеном Краљевству од 1988. године.
Користио је Intel 8086 као микропроцесор. RAM меморија рачунара је имала капацитет од 512 KB (до 640 KB). 
Као оперативни систем кориштен је MS DOS - DR DOS.

## Детаљни подаци
Детаљнији подаци о рачунару PC 200 су дати у табели испод.
|                       |                                                                           |
| [ 1 ]                 |                                                                           |
| Произвођач            | Синклер                                                                   |
| Тип                   | професионални рачунар                                                     |
| Меморија              | 512 (до 640 )                                                             |
| Поријекло             | Уједињено Краљевство                                                      |
| Година                | 1988                                                                      |
| Тастатура             | тастатура са пуним помаком тастера са нумеричком тастатуром (102 тастера) |
| Процесор              | 8086                                                                      |
| Фреквенција процесора | 8                                                                         |
| RAM                   | 512 (до 640 )                                                             |
| ROM                   | 16                                                                        |
| Текст                 | 40 или 80 стубова x 25 линија                                             |
| Графика               | 320 x 200 / 640 x 200, CGA и MDA графички модови                          |
| Боја                  | 16                                                                        |
| Звук                  | мали звучник                                                              |
| Димензије             | 39,4 (ширина) x 45,7 (дубина) x 11,4 (висина)                             |
| Портови               |                                                                           |
| Оперативни систем     |                                                                           |